# Yaho (departamento)
Yaho é um departamento ou comuna da província de Balé no Burkina Faso. A sua capital é a cidade de Yaho.
Em 1 de julho de 2018 tinha uma população estimada em 22386 habitantes.